# Bloemensnoerhalskever
De bloemensnoerhalskever (Anthicus antherinus) is een keversoort uit de familie van de snoerhalskevers (Anthicidae). De wetenschappelijke naam van de soort is gepubliceerd in 1760 door Carl Linnaeus.